# Clomipramine
La clomipramine (Anafranil) est un médicament psychotrope utilisé comme antidépresseur et anxiolytique. Il fait partie de la classe des antidépresseurs tricycliques. Il a été développé dans les années 1960 par le fabricant suisse Geigy (aujourd'hui Novartis) et est resté en usage dans le monde entier depuis lors. Il agit comme inhibiteur de la recapture de certains neurotransmetteurs, la sérotonine et la noradrénaline, dans le système nerveux central.

## Indications thérapeutiques
- Dépression
- Trouble obsessionnel compulsif (TOC)[3]
- Attaques de panique
- Narcolepsie
- Éjaculation précoce
- Douleurs chroniques
- Énurésie nocturne

Dans la plupart des indications, le plein effet de ce psychotrope n'est ressenti qu'au bout de deux à trois semaines. Dans le cas des TOC, il faut compter deux mois ou plus. 

## Divers
La clomipramine fait partie de la liste des médicaments essentiels de l'Organisation mondiale de la santé (liste mise à jour en avril 2013).